# Se abre el abismo
 Se abre el abismo  es una película en blanco y negro de Argentina dirigida por Pierre Chenal según el guion de León Klimovsky y Augusto A. Guibourg sobre la novela Vía mala de John Knittel que se estrenó el 16 de marzo de 1945 y que tuvo como protagonistas a Elsa O'Connor, Sebastián Chiola, Silvana Roth, Ricardo Passano, Guillermo Battaglia y Homero Cárpena. Colaboraron en los diálogos Miguel Mileo y como camarógrafo el futuro director de fotografía Humberto Peruzzi.

## Sinopsis
Las arbitrariedades de un padre malvado llevan a sus hijos al parricidio.

## Reparto
- Elsa O'Connor …Sra. Ferry
- Sebastián Chiola …Juez Eduardo Cáceres
- Silvana Roth …Silvia Ferry
- Ricardo Passano …Martín Ferry
- Guillermo Battaglia …Pedro Ferry
- Homero Cárpena …Gregorio Andrada
- Judith Sulián …María Ferry
- Armando Bó …Lucio Terrada
- Alberto Contreras …Mariano Fábregas
- Malú Gatica …Diana
- Ana Arneodo …Sra. Casares
- Amelia Senisterra …Sra. Terrada
- Pedro Laxalt …Dr. Morales
- Pablo Acciardi
- Juan Bono …Juez reemplazante
- Carlos Belluci …Sr. Terrada
- Cirilo Etulain …Empleado de juzgado
- Francisco García Garaba …Juez Bergara
- Francisco Barletta

## Comentarios
En la crónica de El Heraldo del Cinematografista se dijo:

”De indiscutible jerarquía artística y con un trabajo directorial esforzado. En esta película, sombrío drama psicológico, de tintes recargados, incidentes grandguiñolescos y desarrollo lánguido.”

Por su parte Manrupe y Portela escriben: :

”Dramón serrano con parricidio y encubrimiento. La secuencia del asesinato muestra una violencia grupal feroz, en contrapunto de primeros planos que remarcan el odio. También es notable la toma final del film, desde una grúa a partir de una nena en una hamaca.”